# Nebra (Unstrut)
Nebra (Unstrut) ist eine Landstadt in Sachsen-Anhalt. Sie gehört der Verbandsgemeinde Unstruttal im nordwestlichen Burgenlandkreis an.

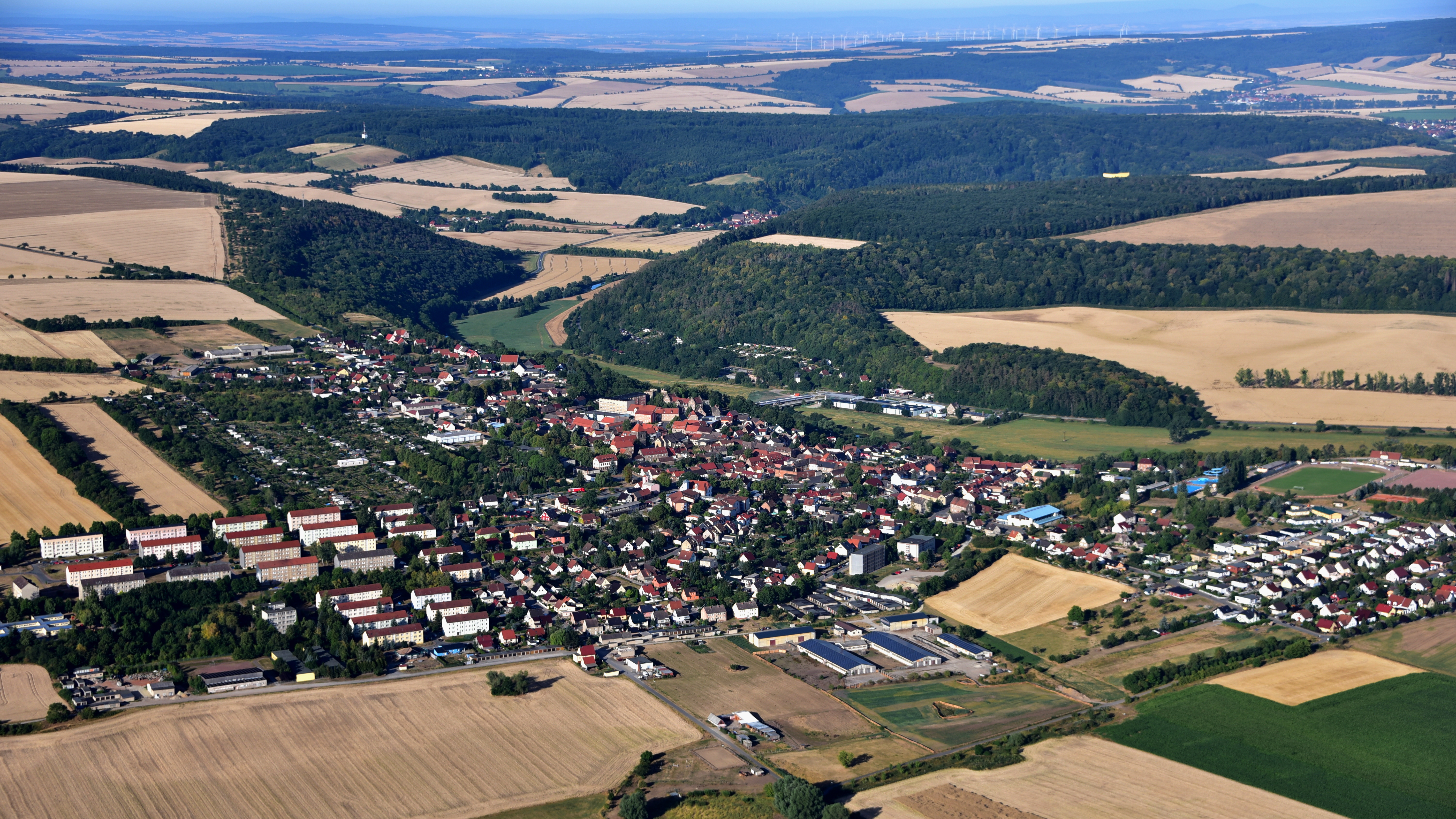
Nebra, Luftaufnahme (2018)

Unstrutbrücke und Schlossmühle, im Hintergrund der Bahnhof

## Geographie
Nebra liegt zwischen Querfurt und Naumburg an der Unstrut im Nordwesten des Burgenlandkreises.

### Stadtgliederung
| Ortschaft | Einwohner |  |
| --------- | --------- |  |
| Nebra     | 2467      |  |
| Reinsdorf | 551       |  |
| Wangen    | 551       |  |

### Nachbargemeinden
Nachbargemeinden sind Querfurt, Barnstädt und Steigra (alle drei Saalekreis) im Norden, Karsdorf im Osten, Bad Bibra im Süden und Kaiserpfalz im Westen.

## Geschichte

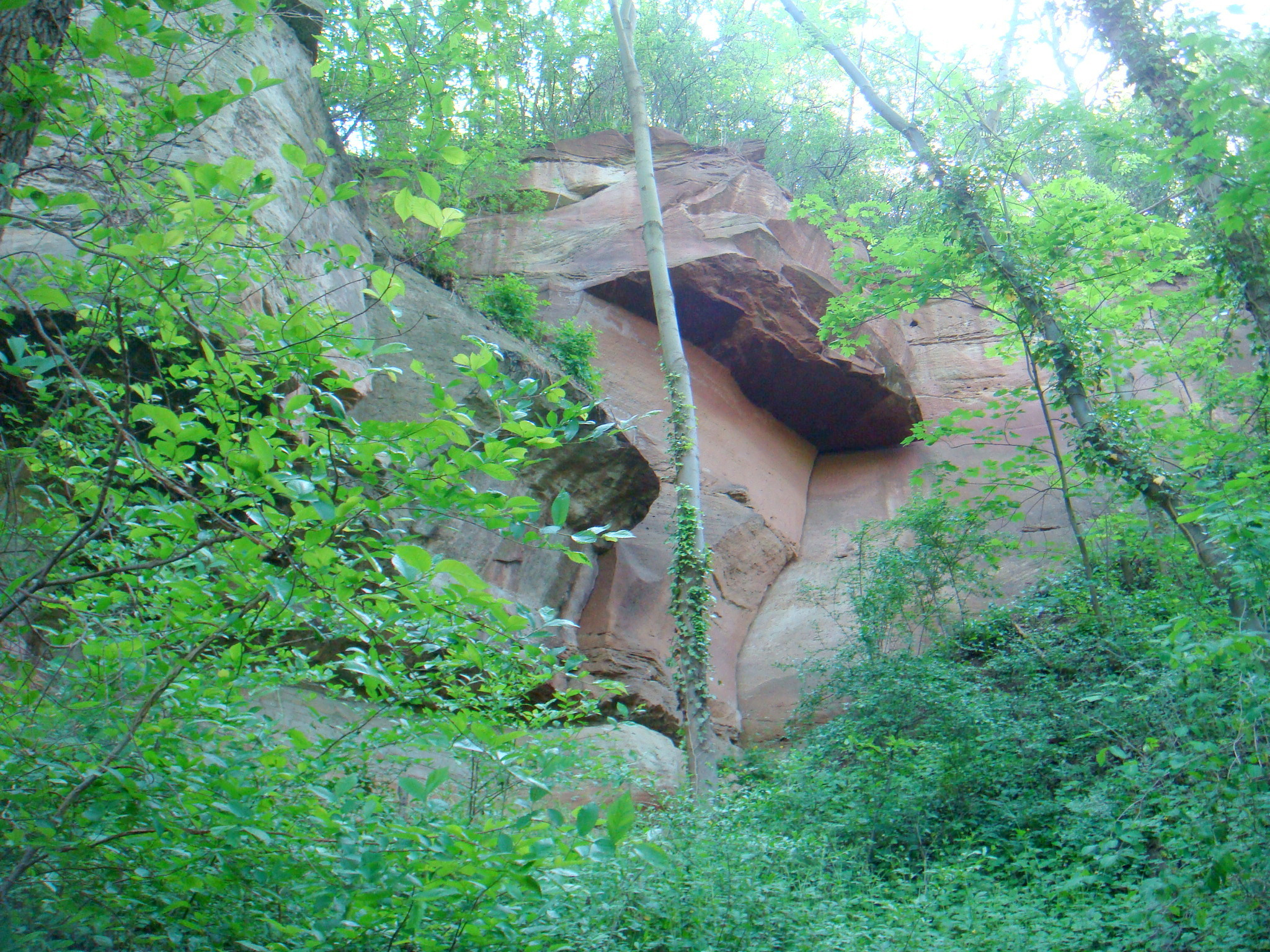
Ehemaliger Steinbruch mit Rotsandstein am Abhang zur Unstrut

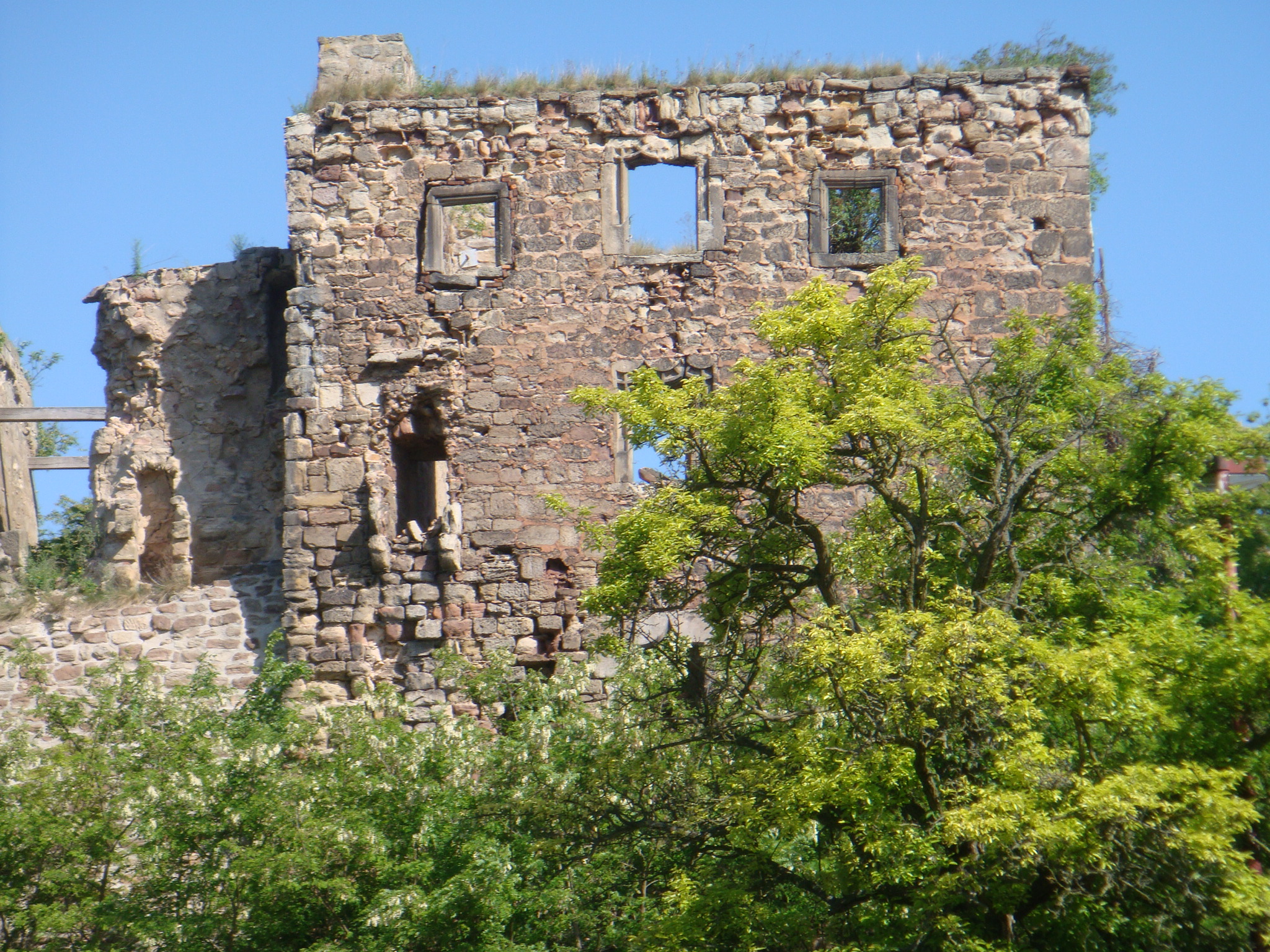
Ruine des alten Schlosses aus dem 16. Jahrhundert

Am 18. Mai 876 wurde Nebra als Neveri im „Ingelheimer Protokoll“ des Reichsklosters Fulda erstmals urkundlich erwähnt. Im 12. Jahrhundert erhielt Nebra das Stadtrecht. Das Ministerialengeschlecht „von Nebra“ hatte hier seinen Stammsitz und wurde 1205 erstmals erwähnt. Die thüringischen Schenken von Vargula hatten von 1259 bis 1341 Nebra im Lehnsbesitz und nannten sich „Schenken von Nebra“. Die Burg Nebra ließen 1540 die Brüder von Nißmitz errichten.
Der Ort gehörte bis 1815 zum wettinischen, später kursächsischen Amt Freyburg. Durch die Beschlüsse des Wiener Kongresses kam er zu Preußen und wurde 1816 dem Kreis Querfurt im Regierungsbezirk Merseburg der Provinz Sachsen zugeteilt, zu dem er bis 1944 gehörte.
Während vieler Jahrhunderte wurde an den Unstruthängen roter und lachsfarbener Nebraer Sandstein abgebaut. Er wurde allgemein als Baumaterial, für Bauernhäuser aber auch für Schlösser und andere repräsentative Gebäude wie das Brandenburger Tor in Berlin verwendet. Der Abbau kam im 20. Jahrhundert zum Erliegen.
Zwischen 1952 und 1994 war Nebra Sitz des gleichnamigen Landkreises im Bezirk Halle bzw. Land Sachsen-Anhalt. Zu einer Namensänderung kam es am 1. Januar 1998, als sich die Stadt von Nebra in Nebra (Unstrut) umbenannte.
Bei Nebra auf der Altenburg, einem Buntsandsteinsporn im Unstruttal, wurden 1962 vier Venusfigurinen aus dem späten Jungpaläolithikum (Magdalénien) gefunden, die zu den ältesten bekannten Kunstwerken in Sachsen-Anhalt gehören. Die Figürchen sind 12.000 bis 14.000 Jahre alt. Sie werden im Landesmuseum für Vorgeschichte in Halle ausgestellt.
Am 4. Juli 1999 wurde die so genannte Himmelsscheibe von Nebra zusammen mit einem Bronzeschatz von zwei Raubgräbern auf dem Mittelberg ausgegraben. Sie stammt aus der unmittelbaren Umgebung Nebras (Wangens) und gilt als die früheste bekannte Himmelsdarstellung der Menschheitsgeschichte. Sie wurde um 1600 v. Chr. vergraben, während die Herstellung auf 2100 bis 1700 v. Chr. geschätzt wird.
Am 1. Juli 2009 wurde die bis dahin eigenständige Gemeinde Wangen nach Nebra eingemeindet, am 1. September 2010 die Gemeinde Reinsdorf.

## Religion

### Evangelisch-lutherische Kirche
Die evangelische Stadtkirche St. Georg sowie die Kirchen in Großwangen und Kleinwangen und ihre Kirchengemeinden gehören zum Pfarrbereich Nebra im Kirchenkreis Naumburg-Zeitz der Evangelischen Kirche in Mitteldeutschland. Die Kirche St. Johannes Baptista in Reinsdorf und ihre Kirchengemeinde gehören dagegen zum Kirchenkreis Merseburg, der ebenfalls zur Evangelischen Kirche in Mitteldeutschland gehört.

### Römisch-katholische Kapelle

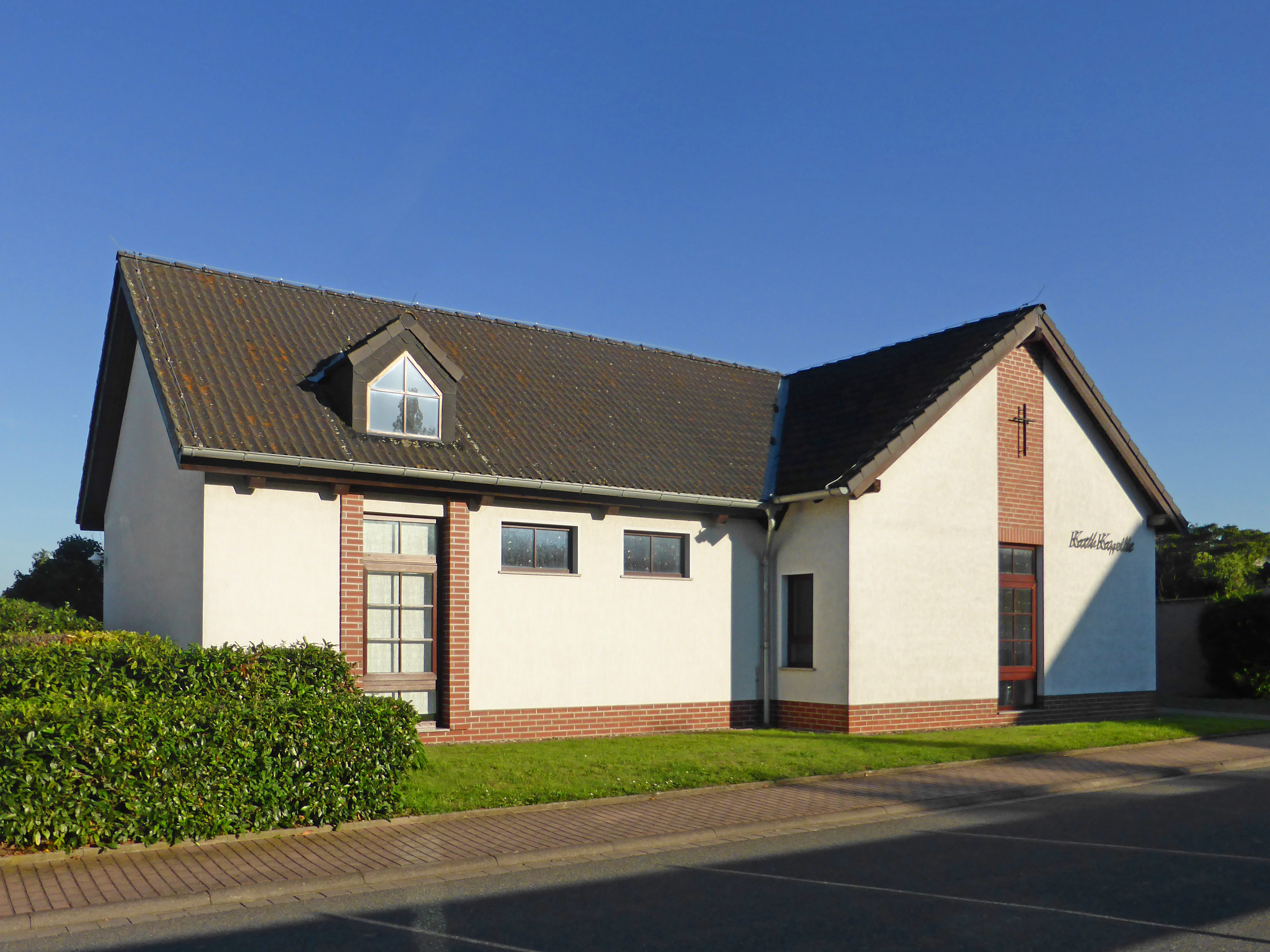
Katholisches Gemeindehaus mit Kapelle

Die ersten Katholiken, die sich nach der Reformation wieder in Nebra niederließen, gehörten zunächst zur Pfarrei Naumburg. Nachdem Querfurt 1907 einen katholischen Geistlichen bekommen hatte, hielt dieser von 1907 an in Reinsdorf katholische Gottesdienste in einem Gasthof. Nach dem Ersten Weltkrieg wurden die Gottesdienste in einen Gasthof in der Bahnhofstraße von Nebra verlegt.
Nach dem Zweiten Weltkrieg kamen durch die Flucht und Vertreibung Deutscher aus Mittel- und Osteuropa Katholiken in größerer Zahl in den Raum Nebra, sodass zum 1. September 1946 Pfarrer Josef Pelzel als Vikar von Naumburg nach Nebra versetzt wurde, womit in Nebra eine katholische Gemeinde gegründet wurde. Die katholischen Gottesdienste fanden nun in der evangelischen Stadtkirche St. Georg statt. Damals wohnten in Nebra und 16 weiteren Ortschaften in der Umgebung rund 2.000 Katholiken. Am 1. November 1947 wurde die katholische Gemeinde Nebra zur Kuratie erhoben, die zur Pfarrei Naumburg gehörte.
Anfang 1950 erfolgte der Ankauf des Hauses Bahnhofstraße 37 von Bäckermeister Kurt Pannier durch das Erzbischöfliche Kommissariat Magdeburg. Das ehemalige Gasthaus wurde zum Gemeindehaus der Kuratie Nebra umgestaltet, in dem auch die Gottesdienste stattfanden. Ab 1975 konnte die Kuratie Nebra nicht mehr mit einem Priester besetzt werden, und das Kuratiegebiet von Nebra wurde zwischen den Kirchengemeinden Roßleben und Langeneichstädt aufgeteilt.
Am 13. September 1997 weihte Bischof Leo Nowak am Grabenmühlenweg ein neuerbautes Gemeindehaus, da eine Renovierung des bisherigen Gemeindehauses zu aufwändig gewesen wäre. Das neue Gemeindehaus, das unter das  Patrozinium des heiligen Josef von Nazaret gestellt wurde, beinhaltet auch eine katholische Kapelle. 2010 entstand die heutige Pfarrei St. Bruno mit Sitz in Querfurt, in der die ehemalige Kuratie Nebra aufgegangen ist.

## Politik

### Gemeinderat
Der Gemeinderat der Gemeinde Nebra wurde zuletzt am 9. Juni 2024 bei einer Wahlbeteiligung von 57,9 % (2019: 57,9 %) neu gewählt. Das Ergebnis der Wahl und die Zusammensetzung des Gemeinderates lauten wie folgt (mit Vergleichszahlen der Wahl 2019):

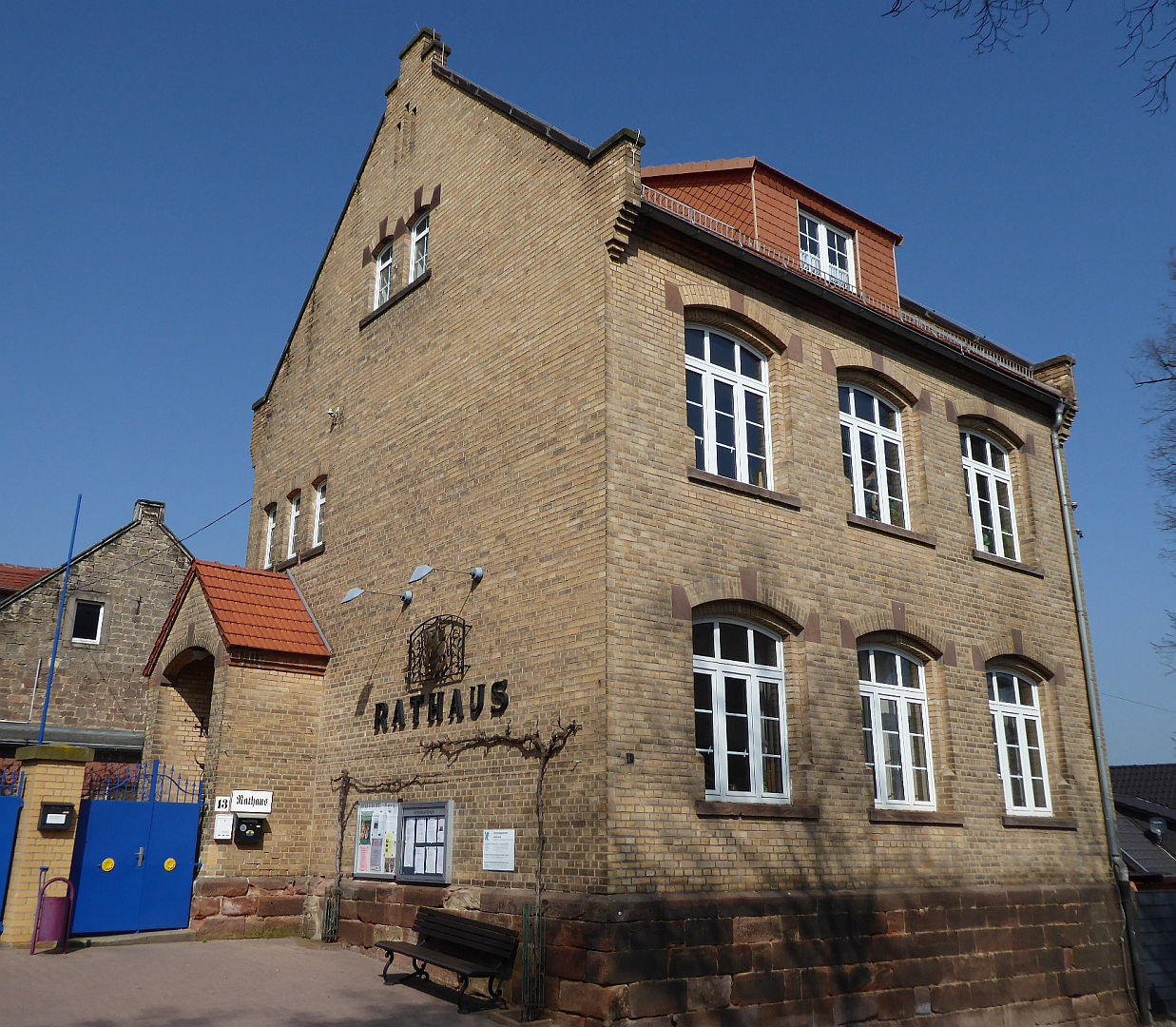
Rathaus Nebra

| Partei / Liste | Stimmenanteil | Sitze |                 | Ergebnis 2019 |
| CDU            | 30,7 %        | 5     | 21,8 %, 4 Sitze |               |
| LINKE          | 14,5 %        | 2     | 19,4 %, 3 Sitze |               |
| SPD            | 03,8 %        | 1     | 10,8 %, 2 Sitze |               |
| AfD            | 25,5 %        | 1     | 21,2 %, 3 Sitze |               |
| Wählergruppen  | 15,2 %        | 3     | 25,1 %, 4 Sitze |               |
| Einzelbewerber | 10,4 %        | 2     | 01,7 %, 0 Sitze |               |
| Gesamt         | Gesamt        | 14    | 100 %, 15 Sitze |               |

### Städtepartnerschaft
- Plattling in Niederbayern

## Kultur

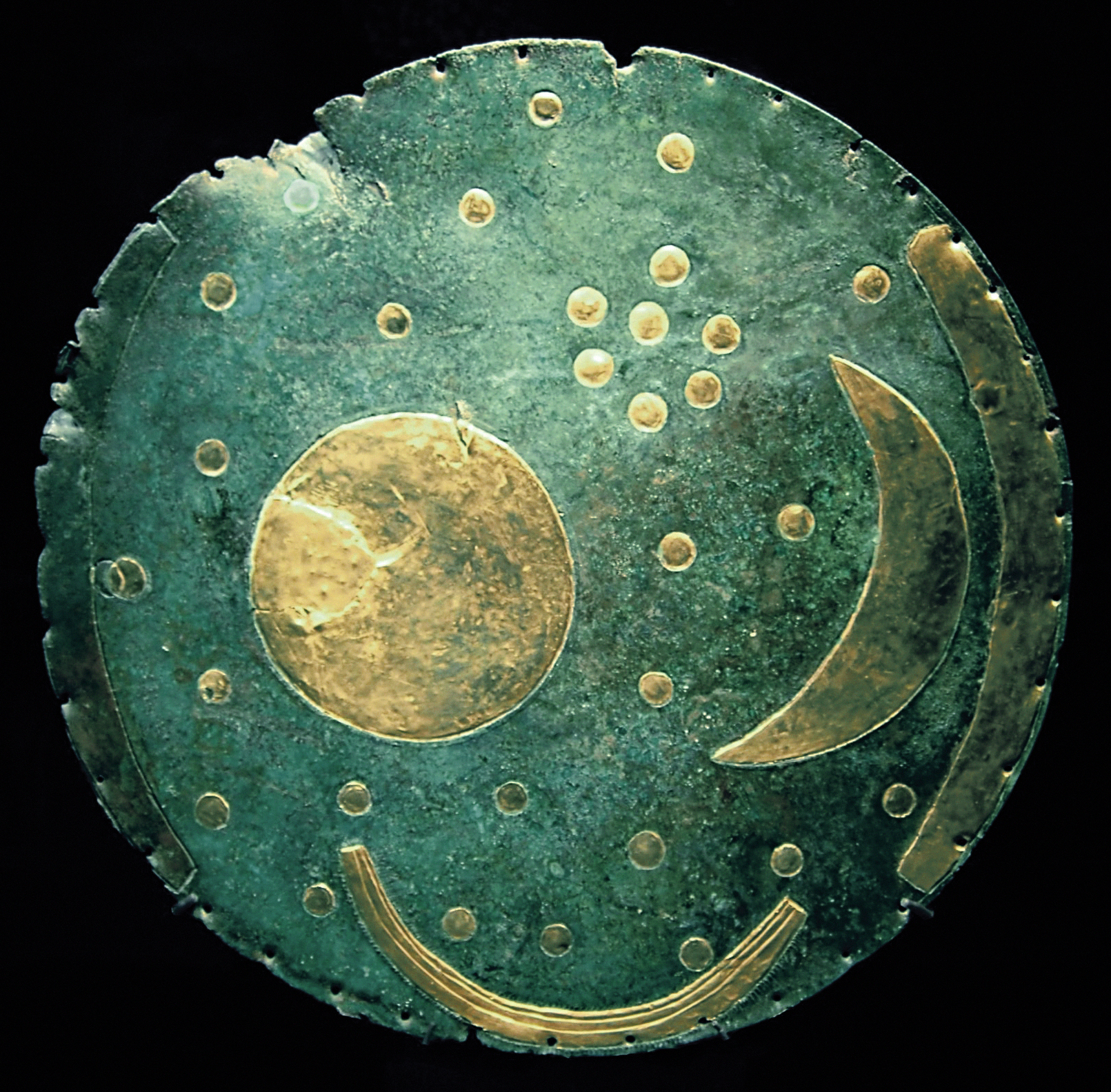
Himmelsscheibe

Zu den Sehenswürdigkeiten zählen die Schlossruine und das Hedwig-Courths-Mahler-Archiv im Heimatmuseum Nebra mit einer Ausstellung über die Himmelsscheibe von Nebra und die Bronzezeit. Mehrere Wohnhäuser sind mit sehenswerten Renaissanceportalen geschmückt.
Am 20. Juni 2007 wurde in der Nähe des Fundortes der Himmelsscheibe bei Nebra das multimediale Besucherzentrum Arche Nebra eröffnet. Teil der Anlage ist ein 30 m hoher um 10° geneigter Aussichtsturm, der mit einem senkrechten Schnitt in zwei Teile geteilt ist. Zur Sommersonnenwende markiert er als Zeiger einer überdimensionalen Sonnenuhr die Sichtachse zum Brocken.
Im Monat Juni findet seit 2004 das Lichterfest „Unstrut in Flammen“ statt. Höhepunkt sind u. a. ein großes Feuerwerk, ein Bootskorso und die Entenregatta.

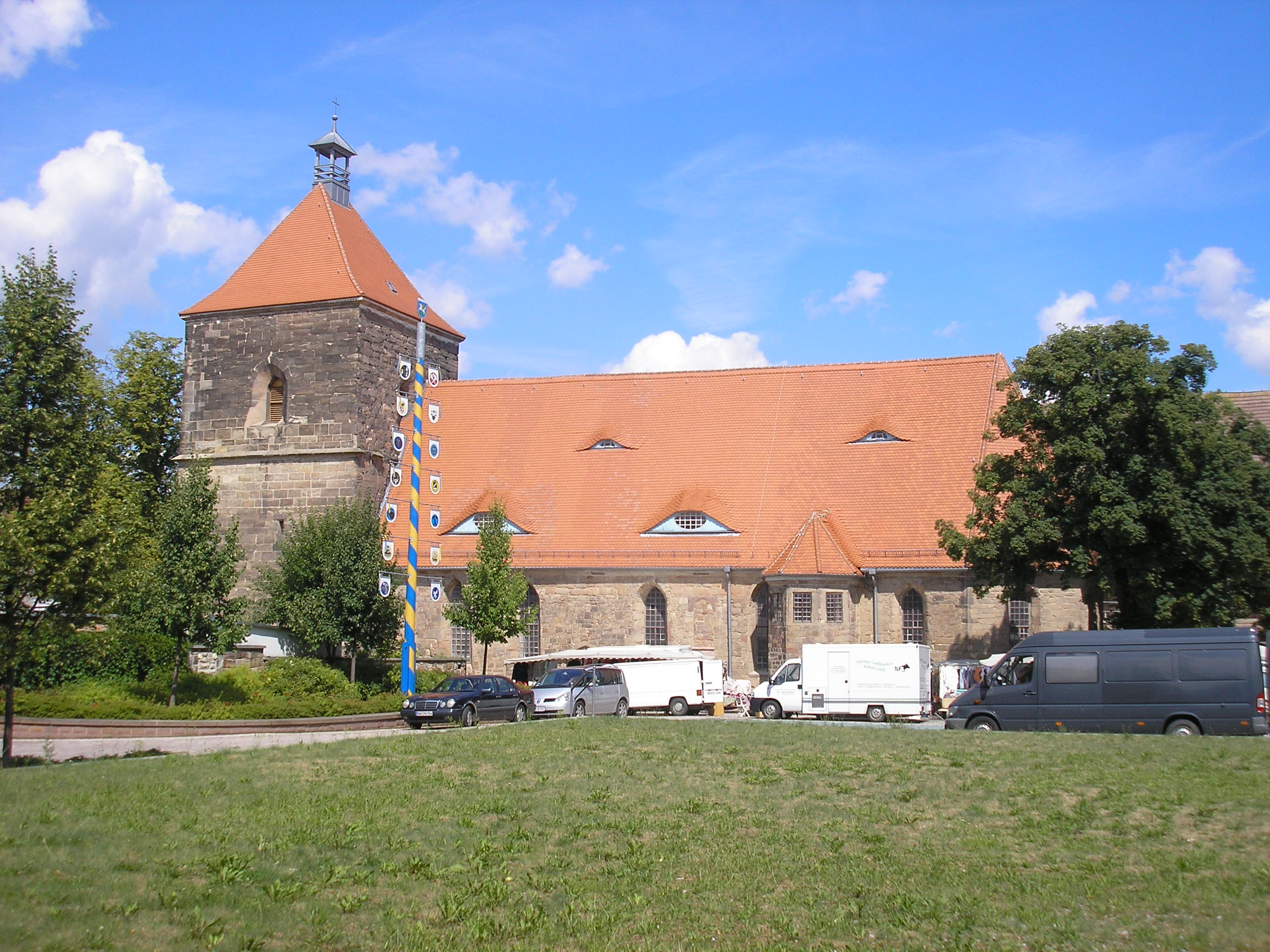
Stadtkirche St. Georg
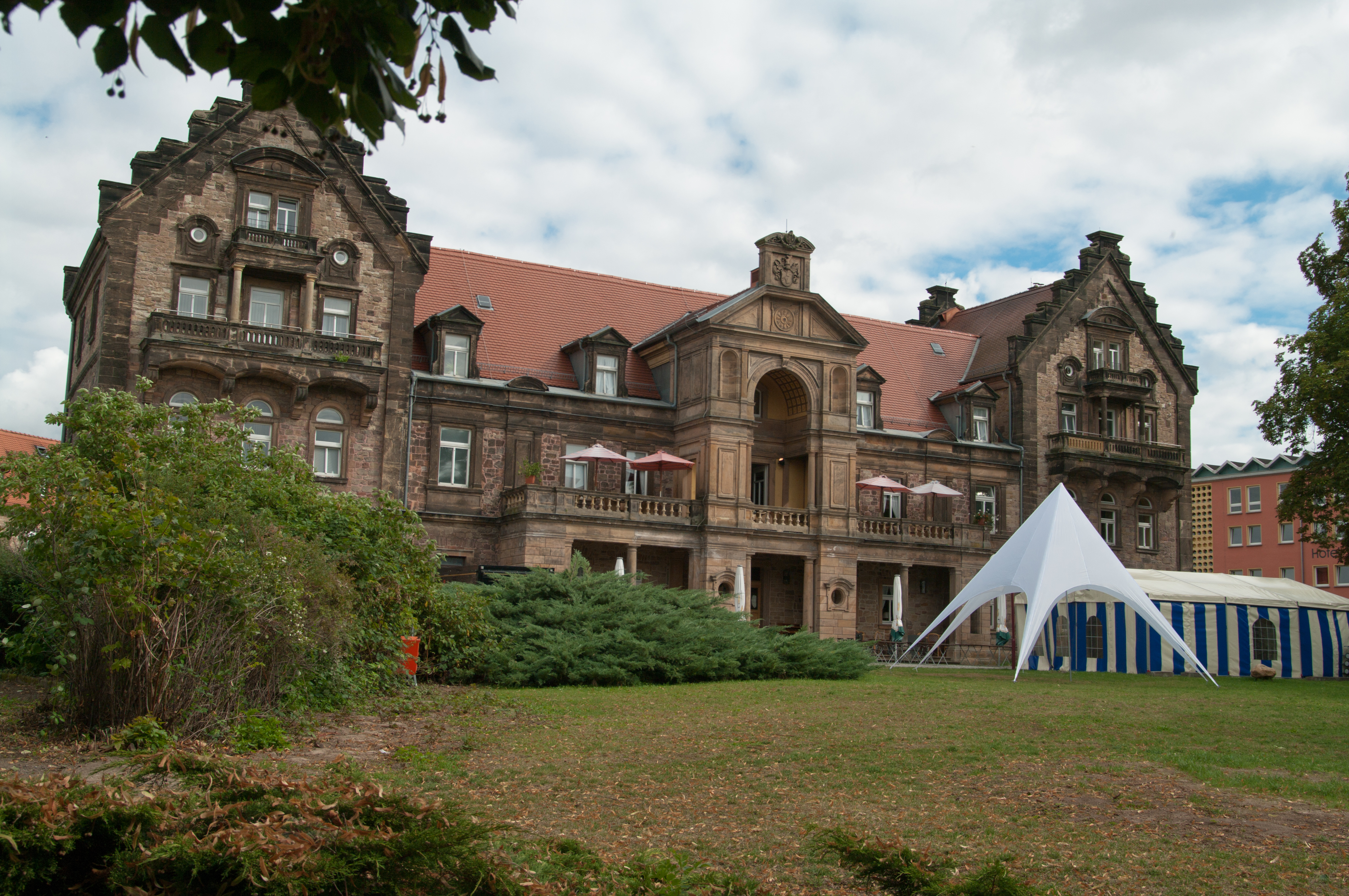
Neorenaissance-Schloss von 1874
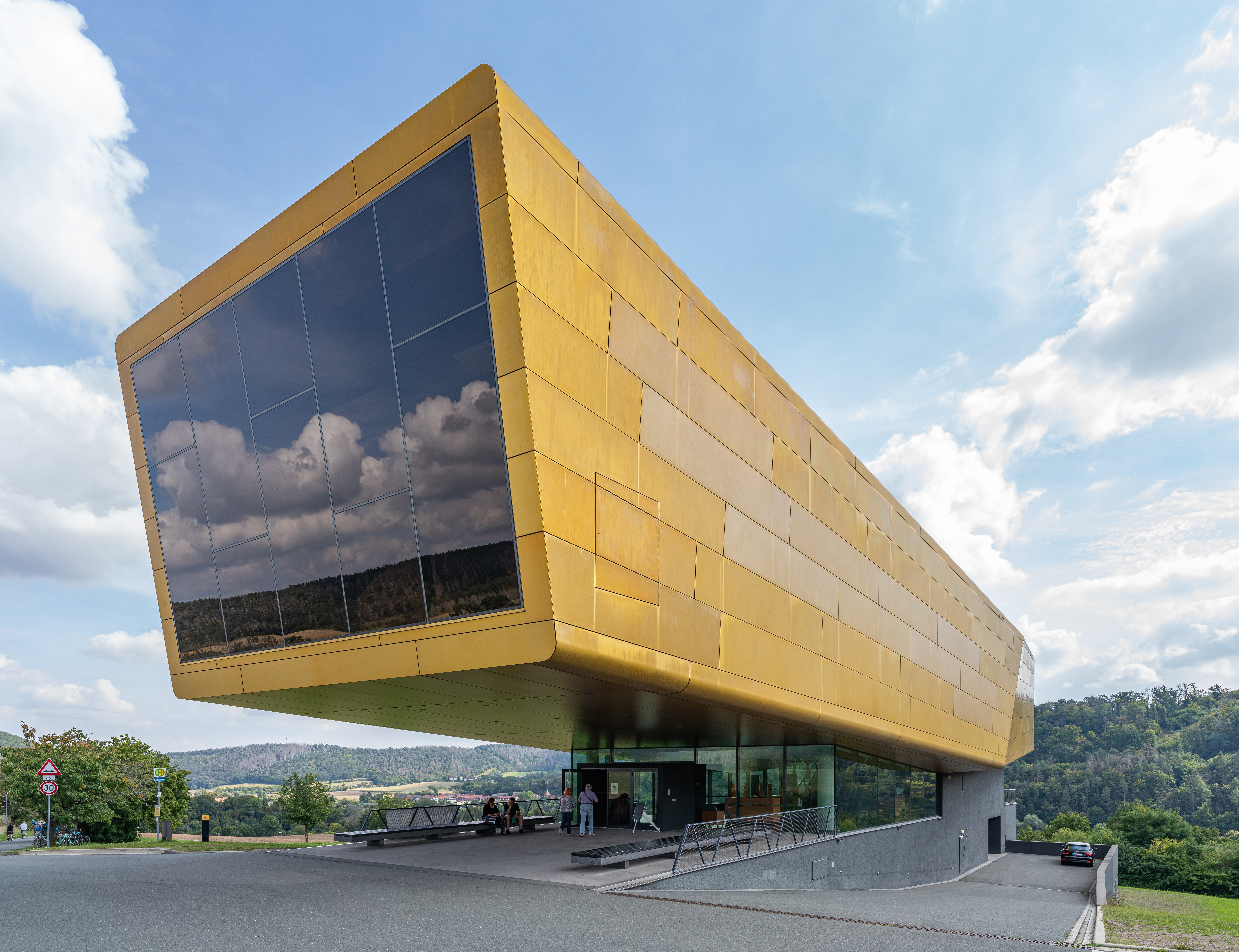
Besucherzentrum Arche Nebra
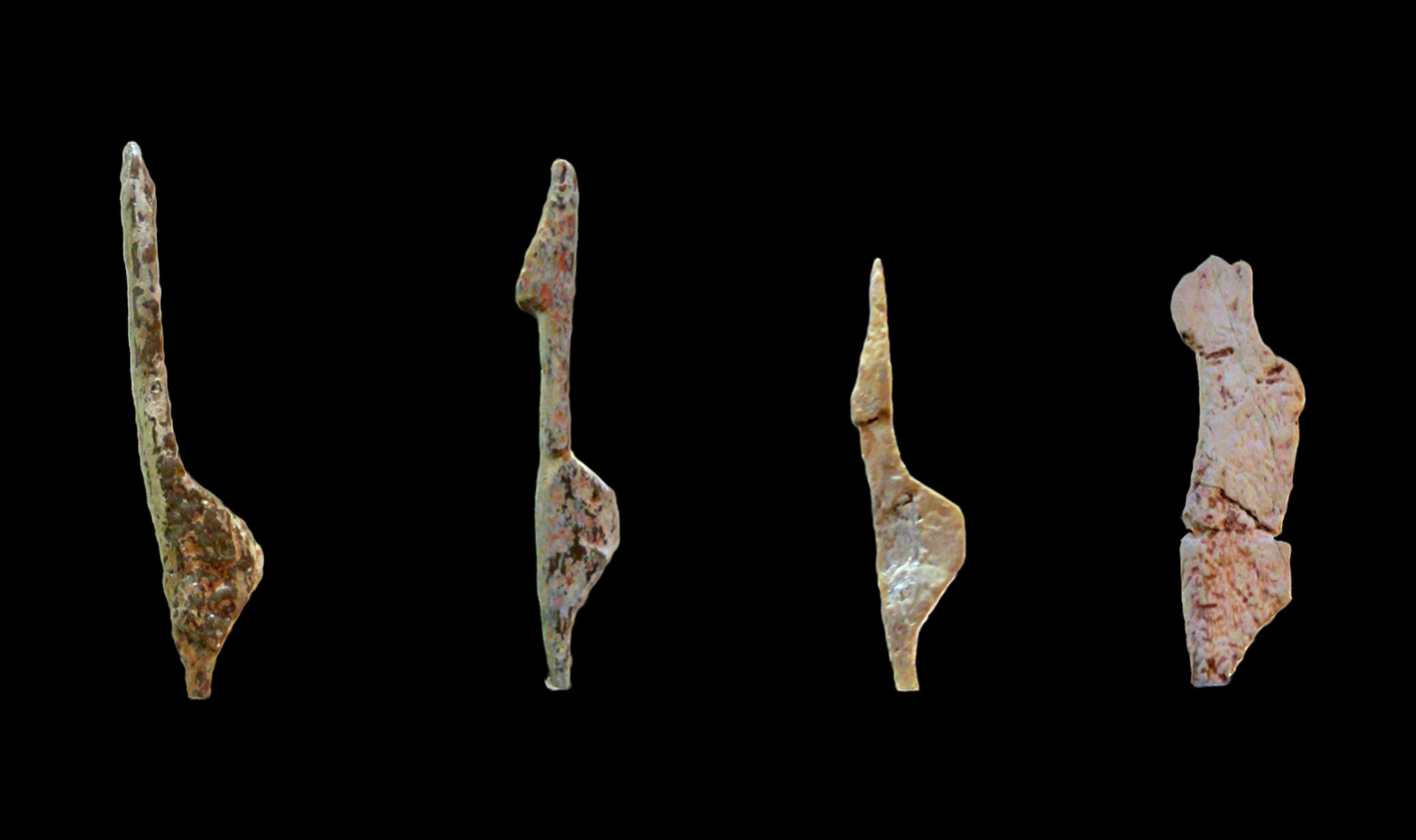
Venusfigurinen von Nebra
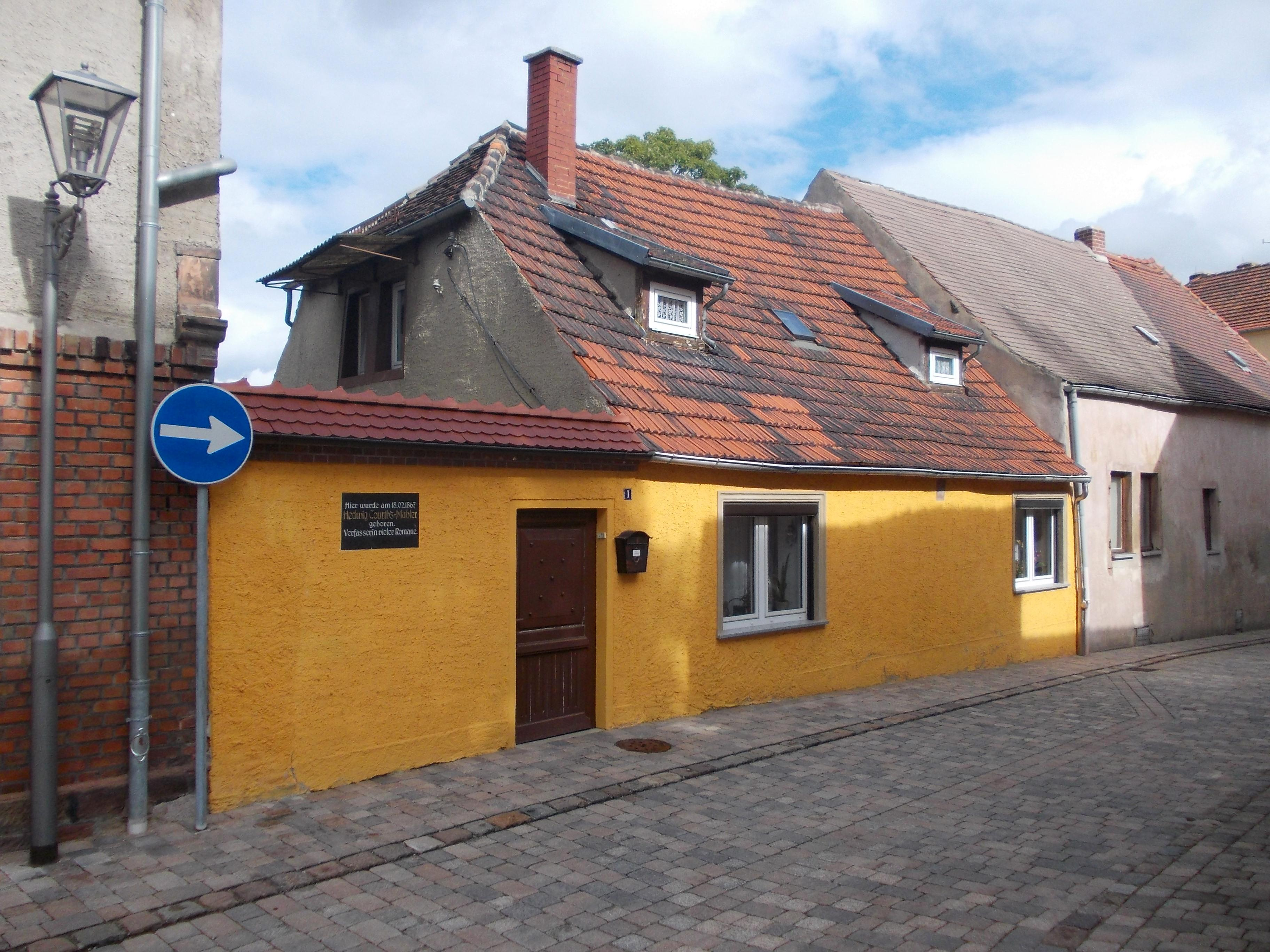
Geburtshaus von Hedwig Courths-Mahler

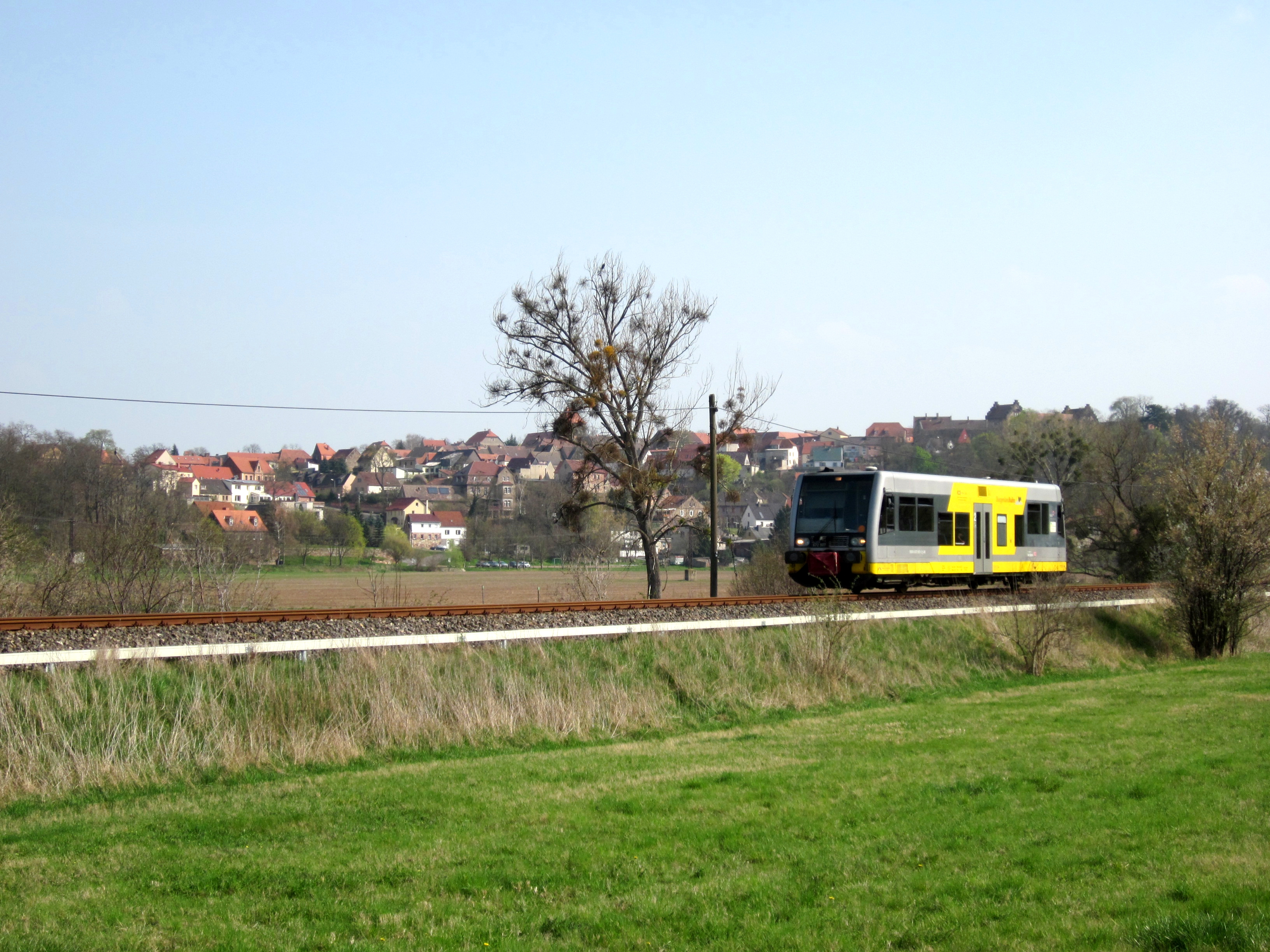
Burgenlandbahn vor Nebra

## Verkehr
Nebra liegt an der Bundesstraße 250 von Eckartsberga nach Querfurt. 
Die Regionalbahnlinie RB 77 verkehrt auf der Unstrutbahn im Stundentakt von Wangen (Unstrut) nach Naumburg (Saale) Ost. Die Verbindung nach Artern wurde mit dem Fahrplanwechsel im Dezember 2006 durch den Freistaat Thüringen abbestellt.
Der Unstrut-Radweg führt am Westrand Nebras entlang.

## Persönlichkeiten

### Söhne und Töchter der Stadt
- Gallus Dreßler (1533–1581), Kantor und Komponist
- Georg von Nißmitz (1575–1654), kursächsischer Hofmeister
- Friedrich August Nietzsche (1795–1833), Rechtswissenschaftler
- Franz Weineck (1839–1921), Gymnasialdirektor und Heimatforscher
- Hedwig Courths-Mahler (1867–1950), Schriftstellerin
- Kurt Hickethier (1891–1958), Mediziner, Begründer der Antlitzanalyse nach Schüßler
- Rudolf Reichert (1893–1967), Generalmajor
- Joachim-Hermann Scharf (1921–2014), Anatom und Biologe
- Dieter Lindner (1937–2021), Leichtathlet
- Hans-Ulrich Esken (* 1945), Richter und Sportfunktionär
- Georg Christoph Biller (1955–2022), Thomaskantor, Ehrenbürger von Nebra (5. September 1998)[16]

### Personen, die mit der Stadt in Verbindung stehen
- Michael Ranft (1700–1774), Diakon in Nebra, Vampirismusforscher